# سوق المالديف للأوراق المالية
سوق المالديف للأوراق المالية أو بورصة المالديف هي بورصة خاصة بالقطاع الخاص تقع في مدينة ماليه في جزر المالديف.
تم تأسيس قسم تداول الأوراق المالية في 14 أبريل 2002. وتم تشغيله من قبل هيئة تنمية سوق المال، الجهة التنظيمية. ومع ذلك فإن قانون الأوراق المالية لعام 2006 يتطلب دعوة عروض من شركة خاصة لإنشاء وتشغيل البورصة. وتم ترخيص شركة بورصة المالديف للعمل كبورصة مالية منذ 23 يناير 2008. وبهذا بدأت بورصة المالديف عملياتها من 24 يناير 2008.
تتمثل الوظيفة الأساسية للمؤسسات الصغيرة ومتناهية الصغر في تسهيل قيام الشركات بزيادة رأس المال من خلال إصدار أوراق مالية جديدة. توفر بورصة المالديف سوقًا منظمة لتداول الأوراق المالية بين المستثمرين. كما تعد البورصة مركزًا لتقارير التجارة وتسعير الأسهم. وتوفر خدمات المقاصة والتسوية والودائع من خلال شركة تابعة، وهي مستودع سندات المالديف المالية.
هناك عشر شركات مدرجة في بورصة جزر المالديف اعتبارا من 14 تشرين الأول / أكتوبر 2016.
تم نشر مؤشر بورصة المالديف (MASIX) في 28 أكتوبر 2004. ومثله مثل مؤشرات سوق الأسهم الأخرى، يلتقط المؤشر الحركة الشاملة في الأسعار وتغير توقعات سوق المالديف للأوراق المالية.